# Anund
Anund, detto Brøt-Anundr (lingua norrena orientale) o Braut-Önundr (lingua norrena occidentale), "lo Spianaterra" (... – Himinheiðr, 640), è stato un re semi-leggendario sueone della casata dei Yngling, di Uppsala.
Il nome potrebbe derivare dal proto-norreno *Anuwinduz che significa "antenato vincente".

## Biografia
Nella sua opera intitolata Saga degli Ynglingar, Snorri Sturluson dice che Anund successe al padre Ingvarr sul trono di Svezia, e che dopo la guerra mossa dal padre ai Vichinghi danesi ed ai pirati estoni la pace regnò sulla Svezia e si ebbero buoni raccolti. Anund era un re popolare che divenne molto ricco, non solo a causa della pace e dei buoni raccolti, ma anche perché vendicò il padre in Estonia. Quella nazione fu saccheggiata i lungo e in largo, e nell'autunno Anund fece ritorno con grandi ricchezze.
In quel tempo la Svezia era dominata da ampie foreste disabitate, così Anund iniziò la costruzione di strade e di vasti distretti poi colonizzati dalla sua gente. In seguito fu chiamato Bröt-Anund. Si fece costruire una casa in ogni distretto, e solitamente si faceva ospitare in molte case.
Un autunno re Anund stava camminando tra le sue case e giunse in un luogo chiamato Himinheiðr (brughiera celeste) tra due montagne. Fu sorpreso da una frana che lo uccise.
Dopo aver descritto la storia di Anund, Snorri Sturluson cita un passo analogo della Ynglingatal di Þjóðólfr da Hvinir.
La Historia Norvegiæ presenta un sunto in latino della Ynglingatal, più antico della citazione di Snorri.
Il testo originale della Ynglingatal è difficile da interpretare, e dice solo che Anund mor und Himinfjöllum (sotto le montagne del cielo), e che alcune pietre furono implicate. Secondo l'Historia Norvegiæ fu ucciso dal fratello Sigvard a Himinherthy (che le fonti dicono significare "i campi del cielo", cœli campus: questo toponimo non è conosciuto e Birger Nerman ipotizza che il luogo originario della morte fosse sotto le montagne del cielo, ovvero le nuvole). Quindi potrebbe essere stato ucciso all'aperto, dal fratello e con una pietra. Laing fa la stessa traduzione di Nerman.
La Þorsteins saga Víkingssonar dice che Anund non era figlio di Ingvar, ma del nonno di questi, Östen. Dice anche che aveva un fratello di nome Olaf il quale fu re di Fjordane.
Secondo tutte le fonti Anund era il padre del malfamato re Ingjald.